# 海豹肢症
海豹肢症為一種天生的殘疾病類，此病可以廣泛亦指缺乏器官包括臉部五官、四肢﹑或身體的任何部位。海豹肢症通常會發生於大量攝取沙利竇邁（Thalidomide）的孕婦，或是基因異常引起。沙利竇邁是德國藥商格蘭泰最「著名」的產品之一。少見的例子可以以現代科技的醫學手術進行改善，但是大多數的例子因為患者本身身體的成長不足所造成的神經缺乏，導致手術彌補的困難性。